# Posłowie do Parlamentu Europejskiego V kadencji

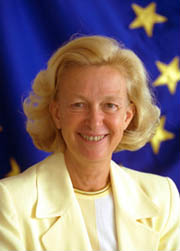
Nicole Fontaine – przewodnicząca PE V kadencji od lipca 1999 do stycznia 2002

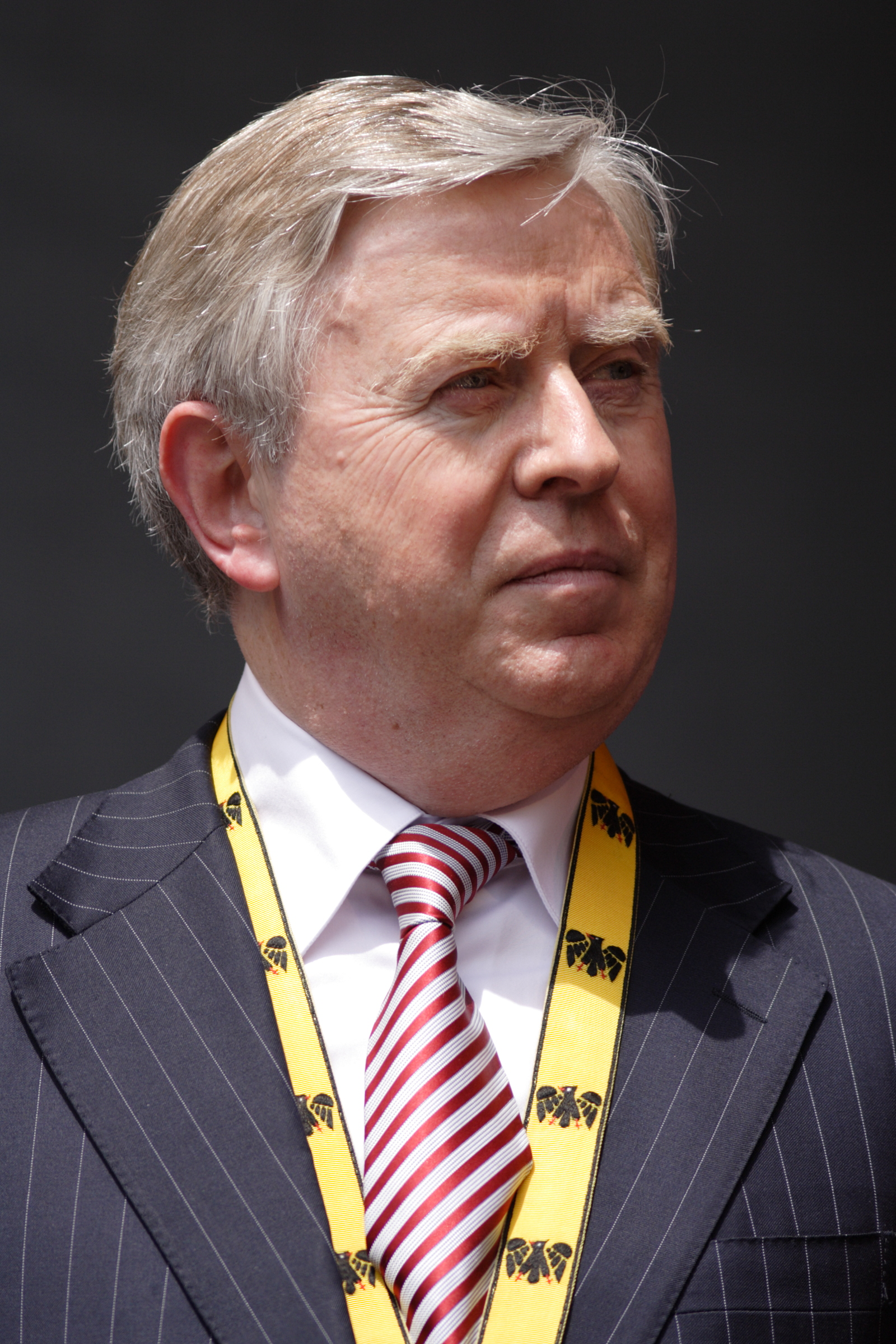
Pat Cox – przewodniczący PE V kadencji od stycznia 2002 do lipca 2004

Posłowie V kadencji do Parlamentu Europejskiego zostali wybrani w wyborach przeprowadzonych w 15 państwach członkowskich Unii Europejskiej pomiędzy 10 a 13 czerwca 1999. Kadencja rozpoczęła się 20 lipca 1999 i zakończyła się 19 lipca 2004.
Pomiędzy państwa członkowskie podzielono 626 mandatów. Pod koniec kadencji dwa mandaty (jeden przypadający francuskim tradycjonalistom i jeden przypadający belgijskim liberałom frankofońskim) pozostały nieobsadzone.
Na mocy porozumienia pomiędzy grupami liberałów i chadeków przewodniczącym PE V kadencji była przez pierwsze 2,5 roku Nicole Fontaine (do 14 stycznia 2002) i następnie Pat Cox (od 15 stycznia 2002).
W Parlamencie Europejskim V kadencji powołano siedem frakcji politycznych:
- Grupę Europejskiej Partii Ludowej (Chrześcijańscy Demokraci) i Europejskich Demokratów (EPP-ED),
- Grupę Partii Europejskich Socjalistów (PES),
- Grupę Europejskiej Liberalno-Demokratycznej Partii Reform (ELDR),
- Konfederacyjną Grupę Zjednoczonej Lewicy Europejskiej i Nordyckiej Zielonej Lewicy (EUL/NGL),
- Grupa Zielonych i Wolnego Przymierza Europejskiego (G-EFA),
- Grupę Unii na rzecz Europy Narodów (UEN),
- Grupę na rzecz Europy Demokracji i Różnorodności (EDD).

Pomiędzy 20 lipca 1999 a 2 października 2001 funkcjonowała także Techniczna Grupa Niezależnych Posłów (TDI), rozwiązana na skutek orzeczenia Sądu Pierwszej Instancji. Ponadto w Parlamencie Europejskim V kadencji część deputowanych pozostawała niezrzeszona.
Status posłów do Parlamentu Europejskiego przypadał także przedstawicielom delegacji 10 nowych państw członkowskich, które przystąpiły do Unii Europejskiej 1 maja 2004. Europosłowie z tych krajów, pominięci w poniższym zestawieniu, wykonywali swoje mandaty od tego dnia do końca kadencji, tj. przez okres około dwóch i pół miesiąca.

## Deputowani według grup (na koniec kadencji)

### EPP-ED
| Państwo         | Lista  | Posłowie | Liczba |
| --------------- | ------ | --- | ------ |
| Austria         | ÖVP    | Marilies Flemming, Othmar Karas, Hubert Pirker, Reinhard Rack, Paul Rübig, Agnes Schierhuber, Ursula Stenzel | 7      |
| Belgia          | CVP    | Miet Smet, Marianne Thyssen | 2      |
| Belgia          | MCC    | Gérard Deprez | 1      |
| Belgia          | PCS    | Michel Hansenne | 1      |
| Belgia          | CSP    | Mathieu Grosch | 1      |
| Dania           | C      | Christian Rovsing | 1      |
| Finlandia       | Kok.   | Piia-Noora Kauppi, Marjo Matikainen-Kallström, Ilkka Suominen, Ari Vatanen | 4      |
| Finlandia       | KD     | Eija-Riitta Korhola | 1      |
| Francja         | RPR-DL | Jean-Pierre Bébéar (od 28 czerwca 2002), Joseph Daul, Marie-Hélène Descamps (od 13 czerwca 2002), Françoise Grossetête, Marie-Thérèse Hermange, Brice Hortefeux (od 15 września 1999), Thierry Jean-Pierre, Hugues Martin, Anne-Marie Schaffner (od 28 czerwca 2002), Margie Sudre, Christine de Veyrac, Dominique Vlasto (od 1 stycznia 2000) | 12     |
| Francja         | UDF    | Jean-Louis Bourlanges, Thierry Cornillet, Francis Decourrière, Janelly Fourtou, Alain Lamassoure, Philippe Morillon, Marielle de Sarnez, Françoise de Veyrinas (od 28 czerwca 2002) | 8      |
| Francja         | RPFIE  | Elizabeth Montfort | 1      |
| Grecja          | ND     | Joanis Awerof, Jorgos Dimitrakopulos, Konstandinos Chadzidakis, Meropi Kaldi (od 24 marca 2004), Rodi Kratsa-Tsangaropulu, Joanis Marinos, Andonios Trakatelis, Stawros Ksarchakos (od 4 września 2000), Christos Zacharakis | 9      |
| Hiszpania       | PP     | María Antonia Avilés, Pilar Ayuso González, Juan José Bayona (od 24 kwietnia 2002), Felipe Camisón Asensio (od 1 marca 2000), Fernando Fernández Martín, Gerardo Galeote Quecedo, José Manuel García-Margallo, Cristina García-Orcoyen, Salvador Garriga Polledo, José María Gil-Robles, Cristina Gutiérrez-Cortines, Jorge Salvador Hernández, María Esther Herranz García (od 21 stycznia 2002), Íñigo Méndez de Vigo, Juan Andrés Naranjo (od 20 września 1999), Juan Ojeda Sanz, Marcelino Oreja Arburúa (od 23 lipca 2002), Manuel Pérez Álvarez, José Javier Pomés, Encarnación Redondo, Mónica Ridruejo, José Salafranca Sánchez-Neyra, Jaime Valdivielso, Daniel Varela Suanzes-Carpegna, Alejo Vidal-Quadras Roca, José Vila Abelló (od 2 kwietnia 2004), Theresa Zabell                    | 27     |
| Hiszpania       | CiU    | Concepció Ferrer | 1      |
| Holandia        | CDA    | Cees Bremmer (od 1 października 2003), Bert Doorn, Albert Jan Maat, Maria Martens, Ria Oomen-Ruijten, Arie Oostlander, Peter Pex (od 11 czerwca 2003), Bartho Pronk, Wim van Velzen | 9      |
| Irlandia        | FG     | Mary Banotti, John Cushnahan, Avril Doyle, Joe McCartin | 4      |
| Irlandia        | Niez.  | Dana Rosemary Scallon | 1      |
| Luksemburg      | CSV    | Jacques Santer, Astrid Lulling (od 16 września 1999) | 2      |
| Niemcy          | CDU    | Rolf Berend, Reimer Böge, Christian von Boetticher, Elmar Brok, Karl-Heinz Florenz, Michael Gahler, Anne-Karin Glase, Lutz Goepel, Alfred Gomolka, Ruth Hieronymi, Georg Jarzembowski, Elisabeth Jeggle, Hedwig Keppelhoff-Wiechert, Ewa Klamt, Christa Klaß, Karsten Knolle, Dieter-Lebrecht Koch, Christoph Werner Konrad, Werner Langen, Brigitte Langenhagen, Armin Laschet, Kurt Lechner, Klaus-Heiner Lehne, Peter Liese, Thomas Mann, Hans-Peter Mayer, Winfried Menrad, Peter Mombaur, Hartmut Nassauer, Doris Pack, Hans-Gert Pöttering, Godelieve Quisthoudt-Rowohl, Ingo Schmitt, Horst Schnellhardt, Jürgen Schröder, Konrad Schwaiger, Renate Sommer, Diemut Theato, Brigitte Wenzel-Perillo (od 27 listopada 1999), Rainer Wieland, Karl von Wogau, Jürgen Zimmerling, Sabine Zissener | 43     |
| Niemcy          | CSU    | Markus Ferber, Ingo Friedrich, Martin Kastler (od 14 listopada 2003), Xaver Mayer, Angelika Niebler, Bernd Posselt, Alexander Radwan, Ursula Schleicher, Gabriele Stauner, Joachim Wuermeling | 10     |
| Portugalia      | PSD    | Teresa Almeida Garrett, Regina Bastos (od 1 września 2000), Raquel Cardoso (od 16 października 2003), Carlos Coelho, João Gouveia (od 15 października 2003), Vasco Graça Moura, Sérgio Marques, José Pacheco Pereira, Joaquim Piscarreta (od 17 kwietnia 2002) | 9      |
| Szwecja         | M      | Per-Arne Arvidsson, Charlotte Cederschiöld, Lisbeth Grönfeldt Bergman (od 16 kwietnia 2000), Per Stenmarck, Peder Wachtmeister (od 23 października 2002) | 5      |
| Szwecja         | KD     | Lennart Sacrédeus, Anders Wijkman | 2      |
| Wielka Brytania | CP     | Robert Atkins, Christopher Beazley, John Bowis, Philip Bradbourn, Philip Bushill-Matthews, Martin Callanan, Giles Chichester, John Corrie, Nirj Deva, Den Dover, James Elles, Jonathan Evans, Richard Fletcher-Vane, Jacqueline Foster, Robert Goodwill, Daniel Hannan, Malcolm Harbour, Chris Heaton-Harris, Roger Helmer, Caroline Jackson, Bashir Khanbhai, Timothy Kirkhope, Alexander Macmillan, Edward McMillan-Scott, Neil Parish, Roy Perry, James Provan, John Purvis, Struan Stevenson, Robert Sturdy, David Sumberg, Charles Tannock, Ian Twinn (od 21 października 2003), Geoffrey Van Orden, Theresa Villiers | 35     |
| Wielka Brytania | LP     | Richard Balfe | 1      |
| Wielka Brytania | UUP    | Jim Nicholson | 1      |
| Włochy          | FI     | Generoso Andria (od 21 czerwca 2000), Paolo Bartolozzi (od 14 czerwca 2001), Renato Brunetta, Luigi Cesaro, Raffaele Costa, Marcello Dell’Utri, Enrico Ferri, Francesco Fiori, Giuseppe Gargani, Jas Gawronski, Giorgio Lisi, Mario Mantovani, Mario Mauro, Domenico Mennitti (od 14 czerwca 2001), Francesco Musotto, Giuseppe Nisticò, Guido Podestà, Giacomo Santini (od 14 czerwca 2001), Amalia Sartori, Umberto Scapagnini, Antonio Tajani, Stefano Zappalà | 22     |
| Włochy          | PPI    | Guido Bodrato, Luigi Cocilovo, Ciriaco De Mita, Franco Marini | 4      |
| Włochy          | CCD    | Giuseppe Brienza (od 3 lipca 2001), Raffaele Lombardo | 2      |
| Włochy          | CDU    | Paolo Pastorelli (od 14 czerwca 2001), Vitaliano Gemelli | 2      |
| Włochy          | PP     | Carlo Fatuzzo | 1      |
| Włochy          | RI     | Pino Pisicchio | 1      |
| Włochy          | SVP    | Michl Ebner | 1      |
| Włochy          | UDEUR  | Clemente Mastella | 1      |
| Razem           | Razem  | Razem | 232    |

### PES
| Państwo         | Lista  | Posłowie | Liczba |
| --------------- | ------ | --- | ------ |
| Austria         | SPÖ    | Maria Berger, Herbert Bösch, Harald Ettl, Christa Prets, Karin Scheele, Hannes Swoboda | 6      |
| Belgia          | PS     | Jean-Maurice Dehousse (od 16 września 1999), Véronique De Keyser (od 25 września 2001), Olga Zrihen (od 6 kwietnia 2001) | 3      |
| Belgia          | sp.a   | Saїd El Khadraoui (od 7 października 2003), Anne Van Lancker | 2      |
| Belgia          | Agalev | Jan Dhaene (od 1 września 2002) | 1      |
| Dania           | A      | Torben Lund, Helle Thorning-Schmidt | 2      |
| Finlandia       | SDP    | Ulpu Iivari, Riitta Myller, Reino Paasilinna | 3      |
| Francja         | PS     | Pervenche Berès, Marie-Arlette Carlotti, Danielle Darras, Harlem Désir, Jean-Claude Fruteau, Olivier Duhamel, Anne Ferreira (od 18 grudnia 1999), Georges Garot, Marie-Hélène Gillig, Catherine Guy-Quint, Adeline Hazan, Catherine Lalumière, Michel Rocard, Gilles Savary, Béatrice Patrie, Bernard Poignant, Martine Roure, François Zimeray | 18     |
| Grecja          | PASOK  | Aleksandros Baltas, Ana Karamanu, Jorgos Katiforis, Joanis Kukiadis, Minerwa Maliori, Emanuil Mastorakis, Joanis Suladakis, Dimitris Tsatsos, Mirsini Zormba (od 13 kwietnia 2000) | 9      |
| Hiszpania       | PSOE   | Luis Marco Aguiriano (od 1 kwietnia 2004), Pedro Aparicio Sánchez, Enrique Barón Crespo, Luis Berenguer, Carlos Carnero, Alejandro Cercas Alonso, Carmen Cerdeira, Rosa Díez, Bárbara Dührkop Dührkop, Juan de Dios Izquierdo, María Izquierdo Rojo, Miguel Angel Martíne, Manuel Medina Ortega, José María Mendiluce, Emilio Menéndez del Valle, Rosa Miguélez, Ana Miranda de Lage (od 20 czerwca 2003), Raimon Obiols i Germà, Fernando Pérez Royo, Francisca Sauquillo Pérez, Cristina Soriano (od 2 kwietnia 2004), María Sornosa Martínez, Anna Terrón i Cusí, Elena Valenciano | 24     |
| Holandia        | PvdA   | Dorette Corbey, Max van den Berg, Ieke van den Burg, Michiel van Hulten, Joke Swiebel, Jan Marinus Wiersma | 6      |
| Irlandia        | Lab.   | Proinsias De Rossa | 1      |
| Luksemburg      | LSAP   | Robert Goebbels, Jacques Poos | 2      |
| Niemcy          | SPD    | Udo Bullmann, Garrelt Duin (od 2 października 2010), Evelyne Gebhardt, Norbert Glante, Willi Görlach, Lissy Gröner, Klaus Hänsch, Jutta Haug, Magdalene Hoff, Karin Jöns, Karin Junker, Margot Kessler, Heinz Kindermann, Constanze Krehl, Wilfried Kuckelkorn, Helmut Kuhne, Bernd Lange, Josef Leinen, Rolf Linkohr, Erika Mann, Rosemarie Müller, Willi Piecyk, Christa Randzio-Plath, Bernhard Rapkay, Dagmar Roth-Behrendt, Mechtild Rothe, Willi Rothley, Jannis Sakellariou, Gerhard Schmid, Martin Schulz, Ulrich Stockmann, Ralf Walter, Barbara Weiler                      | 33     |
| Niemcy          | Grünen | Ozan Ceyhun, Wolfgang Kreissl-Dörfler | 2      |
| Portugalia      | PS     | António Campos, Carlos Candal, Maria Carrilho, Paulo Casaca, Elisa Maria Damião, Carlos Lage, Luís Marinho, Manuel António dos Santos (od 3 lipca 2001), Mário Soares, Sérgio Sousa Pinto, Helena Torres Marques, Joaquim Vairinhos | 12     |
| Szwecja         | SAP    | Jan Andersson, Göran Färm, Ewa Hedkvist Petersen, Hans Karlsson (od 1 sierpnia 2000), Yvonne Sandberg-Fries (od 1 lutego 2003), Maj Britt Theorin | 6      |
| Wielka Brytania | LP     | Gordon Adam (od 8 lutego 2000), David Bowe, Michael Cashman, Richard Corbett, Robert Evans, Glyn Ford, Neena Gill, Mary Honeyball (od 17 lutego 2000), Richard Howitt, Stephen Hughes, Glenys Kinnock, Linda McAvan, Arlene McCarthy, Eryl McNally, David Martin, Bill Miller, Claude Moraes, Eluned Morgan, Simon Murphy, Mo O’Toole, Mel Read, Brian Simpson, Peter Skinner, Catherine Stihler, Gary Titley, Mark Watts, Phillip Whitehead, Terry Wynn | 28     |
| Wielka Brytania | SDLP   | John Hume | 1      |
| Włochy          | DS     | Massimo Carraro, Claudio Fava, Fiorella Ghilardotti, Renzo Imbeni, Vincenzo Lavarra, Pasqualina Napoletano, Giorgio Napolitano, Elena Ornella Paciotti, Gianni Pittella, Giorgio Ruffolo, Guido Sacconi, Bruno Trentin, Gianni Vattimo, Walter Veltroni, Demetrio Volcic | 15     |
| Włochy          | SDI    | Enrico Boselli | 1      |
| Razem           | Razem  | Razem | 175    |

### ELDR
| Państwo         | Lista | Posłowie | Liczba |
| --------------- | ----- | --- | ------ |
| Belgia          | VLD   | Willy De Clercq, Dirk Sterckx | 2      |
| Belgia          | PRL   | Anne André-Léonard (od 16 czerwca 2003) | 1      |
| Belgia          | CVP   | Johan Van Hecke | 1      |
| Dania           | V     | Ole Andreasen, Niels Busk, Anne E. Jensen, Karin Riis-Jørgensen, Ole Sørensen (od 27 listopada 2001)                                        | 5      |
| Dania           | RV    | Lone Dybkjær | 1      |
| Finlandia       | Kesk. | Mikko Pesälä, Samuli Pohjamo, Paavo Väyrynen, Kyösti Virrankoski                                                                            | 4      |
| Finlandia       | SFP   | Astrid Thors | 1      |
| Francja         | UDF   | Jean-Thomas Nordmann | 1      |
| Hiszpania       | CiU   | Joan Vallvé i Ribera (od 25 października 2002)                                                                                              | 1      |
| Hiszpania       | CE    | Enrique Monsonís Domingo (od 26 marca 2003)                                                                                                 | 1      |
| Holandia        | VVD   | Jules Maaten, Toine Manders, Jan Mulder, Elly Plooij-van Gorsel, Marieke Sanders-ten Holte, Herman Vermeer (od 6 listopada 2001)            | 6      |
| Holandia        | D66   | Johanna Boogerd-Quaak (od 5 lutego 2003), Bob van den Bos                                                                                   | 2      |
| Irlandia        | Niez. | Pat Cox | 1      |
| Luksemburg      | DP    | Colette Flesch (od 7 sierpnia 1999) | 1      |
| Szwecja         | FP    | Cecilia Malmström, Marit Paulsen, Olle Schmidt                                                                                              | 3      |
| Szwecja         | C     | Karl Erik Olsson | 1      |
| Wielka Brytania | LD    | Elspeth Attwooll, Nick Clegg, Chris Davies, Andrew Duff, Chris Huhne, Sarah Ludford, Liz Lynne, Emma Nicholson, Diana Wallis, Graham Watson | 10     |
| Wielka Brytania | CP    | Bill Newton Dunn | 1      |
| Włochy          | Dem.  | Giorgio Calò (od 3 września 2003), Paolo Costa, Antonio Di Pietro, Giovanni Procacci, Francesco Rutelli                                     | 5      |
| Włochy          | SDI   | Claudio Martelli | 1      |
| Włochy          | PRI   | Luciana Sbarbati | 1      |
| Włochy          | LN    | Marco Formentini | 1      |
| Razem           | Razem | Razem | 51     |

### EUL/NGL
| Państwo    | Lista  | Posłowie | Liczba |
| ---------- | ------ | --- | ------ |
| Dania      | A      | Freddy Blak | 1      |
| Dania      | F      | Pernille Frahm | 1      |
| Dania      | N      | Ole Krarup | 1      |
| Finlandia  | VAS    | Esko Seppänen | 1      |
| Francja    | PCF    | Sylviane Ainardi, Yasmine Boudjenah, Geneviève Fraisse, Philippe Herzog (od 1 sierpnia 2000), Fodé Sylla, Francis Wurtz | 6      |
| Francja    | PS     | Gérard Caudron, Michel Dary, Sami Naïr, Michel Scarbonchi (od 5 kwietnia 2001)                                          | 4      |
| Francja    | LO     | Armonia Bordes, Chantal Cauquil, Arlette Laguiller                                                                      | 5      |
| Francja    | LCR    | Alain Krivine, Roseline Vachetta                                                                                        | 5      |
| Grecja     | KKE    | Konstandinos Alisandrakis, Efstratios Korakas, Joanis Patakis (od 30 stycznia 2001)                                     | 3      |
| Grecja     | SYN    | Nikolaos Chundis (od 15 kwietnia 2004), Michalis Papajanakis                                                            | 2      |
| Grecja     | DIKKI  | Emanuil Bakopulos, Dimitrios Kulurianos                                                                                 | 2      |
| Hiszpania  | IU     | María Luisa Bergaz (od 24 lipca 2003), Salvador Jové Peres, Pedro Marset Campos, Alonso Puerta                          | 4      |
| Holandia   | SP     | Erik Meijer | 1      |
| Niemcy     | PDS    | André Brie, Christel Fiebiger, Sylvia-Yvonne Kaufmann, Helmuth Markov, Hans Modrow, Feleknas Uca                        | 6      |
| Niemcy     | Grünen | Ilka Schröder | 1      |
| Portugalia | CDU    | Ilda Figueiredo, Sérgio Ribeiro (od 3 lutego 2004)                                                                      | 2      |
| Szwecja    | V      | Marianne Eriksson, Herman Schmid, Jonas Sjöstedt                                                                        | 3      |
| Włochy     | RC     | Fausto Bertinotti, Giuseppe Di Lello Finuoli, Luisa Morgantini, Luigi Vinci                                             | 4      |
| Włochy     | PdCI   | Armando Cossutta, Lucio Manisco                                                                                         | 2      |
| Razem      | Razem  | Razem | 49     |

### Zieloni-EFA
| Państwo         | Lista     | Posłowie | Liczba |
| --------------- | --------- | --- | ------ |
| Austria         | Zieloni   | Mercedes Echerer, Johannes Voggenhuber | 2      |
| Belgia          | Ecolo     | Pierre Jonckheer, Paul Lannoye, Monica Frassoni | 3      |
| Belgia          | VU        | Nelly Maes, Bart Staes | 2      |
| Belgia          | Groen!    | Patsy Sörensen | 1      |
| Finlandia       | Vihr.     | Uma Aaltonen (od 7 kwietnia 2003), Matti Wuori | 2      |
| Francja         | Verts     | Danielle Auroi, Alima Boumediene-Thiery, Daniel Cohn-Bendit, Marie-Françoise Duthu (od 11 lutego 2004), Hélène Flautre, Marie-Anne Isler-Béguin, Alain Lipietz, Gérard Onesta, Didier-Claude Rod | 9      |
| Hiszpania       | CN+EdlP   | Josu Ortuondo Larrea, Miquel Mayol (od 8 czerwca 2001) | 2      |
| Hiszpania       | CiU       | Enric Morera i Català (od 2 kwietnia 2004) | 1      |
| Hiszpania       | CE        | Juan Manuel Ferrández Lezaun (od 10 lipca 2003) | 1      |
| Hiszpania       | BNG       | Camilo Nogueira Román | 1      |
| Holandia        | GL        | Theo Bouwman, Kathalijne Buitenweg, Joost Lagendijk, Alexander de Roo | 4      |
| Irlandia        | GP        | Nuala Ahern, Patricia McKenna | 2      |
| Luksemburg      | déi gréng | Claude Turmes | 1      |
| Niemcy          | Grünen    | Hiltrud Breyer, Friedrich-Wilhelm Graefe zu Baringdorf, Heide Rühle, Elisabeth Schroedter | 4      |
| Szwecja         | MP        | Per Gahrton, Inger Schörling | 2      |
| Wielka Brytania | GPEW      | Jean Lambert, Caroline Lucas | 2      |
| Wielka Brytania | SNP       | Ian Hudghton, Neil MacCormick | 2      |
| Wielka Brytania | PC        | Jill Evans, Eurig Wyn | 2      |
| Włochy          | Verdi     | Giorgio Celli, Reinhold Messner | 2      |
| Razem           | Razem     | Razem | 45     |

### UEN
| Państwo    | Lista | Posłowie | Liczba |
| ---------- | ----- | --- | ------ |
| Dania      | O     | Mogens Camre | 1      |
| Francja    | RPFIE | Isabelle Caullery, Jean-Charles Marchiani, Charles Pasqua, Nicole Thomas-Mauro                                                                                               | 4      |
| Irlandia   | FF    | Niall Andrews, Gerry Collins, Brian Crowley, Jim Fitzsimons, Liam Hyland, Seán Ó Neachtain (od 2 lipca 2002)                                                                 | 6      |
| Portugalia | PP    | Luís Queiró, José Ribeiro e Castro | 2      |
| Włochy     | AN    | Roberta Angelilli, Sergio Berlato, Cristiana Muscardini, Nello Musumeci, Antonio Mussa (od 19 lipca 2001), Mauro Nobilia, Adriana Poli Bortone, Mariotto Segni, Franz Turchi | 9      |
| Włochy     | MS-FT | Roberto Felice Bigliardo | 1      |
| Razem      | Razem | Razem | 23     |

### EDD
| Państwo         | Lista | Posłowie                                                                          | Liczba |
| --------------- | ----- | --------------------------------------------------------------------------------- | ------ |
| Dania           | JB    | Bent Andersen (od 1 marca 2003), Jens-Peter Bonde, Ulla Sandbæk                   | 3      |
| Francja         | CPNT  | Jean-Louis Bernié, Yves Butel, Alain Esclopé, Véronique Mathieu, Jean Saint-Josse | 5      |
| Francja         | RPFIE | William Abitbol, Paul-Marie Coûteaux, Florence Kuntz                              | 3      |
| Holandia        | RPF   | Rijk van Dam                                                                      | 3      |
| Holandia        | GPV   | Hans Blokland                                                                     | 3      |
| Holandia        | SGP   | Bastiaan Belder                                                                   | 3      |
| Wielka Brytania | UKIP  | Graham Booth (od 18 grudnia 2002), Nigel Farage, Jeffrey Titford                  | 3      |
| Razem           | Razem | Razem                                                                             | 17     |

### Niezrzeszeni
| Państwo         | Lista | Posłowie | Liczba |
| --------------- | ----- | --- | ------ |
| Austria         | FPÖ   | Gerhard Hager, Wolfgang Ilgenfritz, Hans Kronberger, Daniela Raschhofer, Peter Sichrovsky                                | 5      |
| Austria         | SPÖ   | Hans-Peter Martin | 1      |
| Belgia          | VB    | Philip Claeys (od 16 czerwca 2003), Koenraad Dillen (od 16 czerwca 2003)                                                 | 2      |
| Belgia          | VLD   | Ward Beysen | 1      |
| Francja         | FN    | Charles de Gaulle, Bruno Gollnisch, Carl Lang, Jean-Claude Martinez, Marie-France Stirbois (od 11 kwietnia 2003)         | 5      |
| Francja         | RPFIE | Georges Berthu, Marie-France Garaud, Thierry de La Perrière, Dominique Souchet, Alexandre Varaut (od 17 grudnia 1999)    | 5      |
| Hiszpania       | EH    | Koldo Gorostiaga Atxalandabaso                                                                                           | 1      |
| Wielka Brytania | DUP   | Ian Paisley | 1      |
| Włochy          | EB    | Emma Bonino, Marco Cappato, Gianfranco Dell’Alba, Benedetto Della Vedova, Olivier Dupuis, Marco Pannella, Maurizio Turco | 7      |
| Włochy          | LN    | Mario Borghezio (od 14 czerwca 2001), Gian Paolo Gobbo, Francesco Speroni                                                | 3      |
| Włochy          | Dem.  | Pietro Mennea | 1      |
| Razem           | Razem | Razem | 32     |

## Byli deputowani V kadencji
Belgia
| - Peter Bossu (SP, do 31 grudnia 1999) - Philippe Busquin (PS, do 15 września 1999) - Claude Desama (PS, do 5 kwietnia 2001) - Karel Dillen (VB, do 4 czerwca 2003) - Daniel Ducarme (PRL, do 4 czerwca 2003) - Frédérique Ries (PRL, do 11 lutego 2004) | - Jacqueline Rousseaux (PRL, od 19 lutego 2004 do 28 czerwca 2004) - Jacques Santkin (PS, od 1 lutego 2001 do 28 sierpnia 2001, zgon) - Freddy Thielemans (PS, do 16 stycznia 2001) - Kathleen Van Brempt (SP, od 13 stycznia 2000 do 28 września 2003) - Luckas Vander Taelen (Agalev, do 31 sierpnia 2002) - Frank Vanhecke (VB, do 4 czerwca 2003) |

Dania
| - Bertel Haarder (V, do 26 listopada 2001) | - Jens Okking (JB, do 28 lutego 2003) |

Finlandia
- Heidi Hautala (Vihr., do 25 marca 2003)

Francja
| - François Bayrou (UDF, do 16 czerwca 2002) - Nicole Fontaine (UDF, do 16 czerwca 2002) - François Hollande (PS, do 17 grudnia 1999) - Robert Hue (PCF, do 31 lipca 2000) - Roger Karoutchi (RPR-DL, do 31 grudnia 1999) - Fabienne Keller (UDF, od 17 czerwca 2002 do 2 lipca 2002) - André Laignel (PS, od 28 marca 2001 do 4 kwietnia 2001) - Jean-Marie Le Pen (FN, do 10 kwietnia 2003) | - Marie-Noëlle Lienemann (PS, do 27 marca 2003) - Alain Madelin (RPR-DL, do 16 czerwca 2002) - Hervé Novelli (RPR-DL, do 16 czerwca 2002) - Yves Pietrasanta (Verts, do 2 lutego 2004) - Michel Raymond (CPNT, do 1 kwietnia 2004) - Nicolas Sarkozy (RPR-DL, do 14 września 1999) - Tokia Saïfi (RPR-DL, do 6 maja 2002) - Philippe de Villiers (RPFIE, do 16 grudnia 1999) |

Grecja
| - Alekos Alawanos (SYN, 14 kwietnia 2004) - Petros Eftimiu (PASOK, do 11 kwietnia 2000) - Christos Folias (ND, do 9 marca 2004) | - Marieta Janaku (ND, do 3 września 2000) - Joanis Teonas (KKE, do 24 stycznia 2001) |

Hiszpania
| - Alejandro Agag (PP, do 11 kwietnia 2002) - Carlos Bautista (CE, do 6 lipca 2003) - Joan Colom i Naval (PSOE, do 25 lutego 2004) - Pere Esteve (CiU, do 16 października 2002) - Juan Manuel Fabra (PP, do 29 lutego 2000) - Carmen Fraga Estévez (PP, do 11 stycznia 2002) - Carles-Alfred Gasòliba (CiU, do 1 kwietnia 2004) - Laura González (IU, do 7 lipca 2003) | - Gorka Knörr (CN+EdlP, do 7 czerwca 2001) - María del Carmen Ortiz (PSOE, od 8 marca 2004 do 31 marca 2004) - Ana de Palacio (PP, do 9 lipca 2002) - Loyola de Palacio (PP, do 15 września 1999) - Carlos Ripoll y Martínez (PP, do 1 kwietnia 2004) - María Rodríguez (PSOE, do 31 marca 2004) - Isidoro Sánchez (CE, do 19 marca 2003) - Carlos Westendorp (PSOE, do 17 czerwca 2003) |

Holandia
| - Lousewies van der Laan (D66, do 29 stycznia 2003) - Hanja Maij-Weggen (CDA, do 30 września 2003) | - Karla Peijs (CDA, do 26 maja 2003) - Jan-Kees Wiebenga (VVD, do 7 października 2001) |

Irlandia
- Pat Gallagher (FF, do 17 czerwca 2002)

Luksemburg
| - Charles Goerens (PD, do 6 sierpnia 1999) | - Viviane Reding (CSV, do 15 września 1999) |

Niemcy
| - Günter Lüttge (SPD, do 7 września 2000, zgon) - Emilia Müller (CSU, do 5 listopada 2003) | - Stanislaw Tillich (CDU, do 26 października 1999) |

Portugalia
| - Carlos Costa Neves (PSD, do 8 kwietnia 2002) - Arlindo Cunha (PSD, do 30 września 2003) - Joaquim Miranda (CDU, do 31 stycznia 2004) - Jorge Moreira da Silva (PSD), do 5 października 2003) | - Paulo Portas (PP, do 2 listopada 1999) - Fernando Reis (PSD, do 16 lipca 2000) - António José Seguro (PS, do 2 lipca 2001) |

Szwecja
| - Staffan Burenstam Linder (M, do 15 kwietnia 2000) - Pierre Schori (SAP, do 31 lipca 2000) | - Gunilla Carlsson (M, do 30 września 2002) - Anneli Hulthén (SAP, do 31 stycznia 2003) |

Wielka Brytania
| - Nicholas Bethell (CP, do 29 września 2003) - Alan Donnelly (LP, do 16 stycznia 2000) | - Pauline Green (LP, do 30 grudnia 1999) - Michael Holmes (UKIP, do 15 grudnia 2002) |

Włochy
| - Silvio Berlusconi (FI, do 10 czerwca 2001) - Umberto Bossi (LN, do 10 czerwca 2001) - Rocco Buttiglione (CDU, do 10 czerwca 2001) - Massimo Cacciari (Dem., do 26 maja 2000) - Pier Ferdinando Casini (CCD, do 2 lipca 2001) - Luciano Caveri (UV, od 21 czerwca 2000 do 7 lipca 2003) | - Massimo Corsaro (AN, od 14 czerwca 2001 do 18 lipca 2001) - Gianfranco Fini (AN, do 10 czerwca 2001) - Raffaele Fitto (FI, do 20 czerwca 2000) - Vittorio Sgarbi (FI, do 11 czerwca 2001) - Guido Viceconte (FI, do 11 czerwca 2001) |

Źródła:

## Przewodniczący grup
- EPP-ED: Hans-Gert Pöttering[16]
- PES: Enrique Barón Crespo[17]

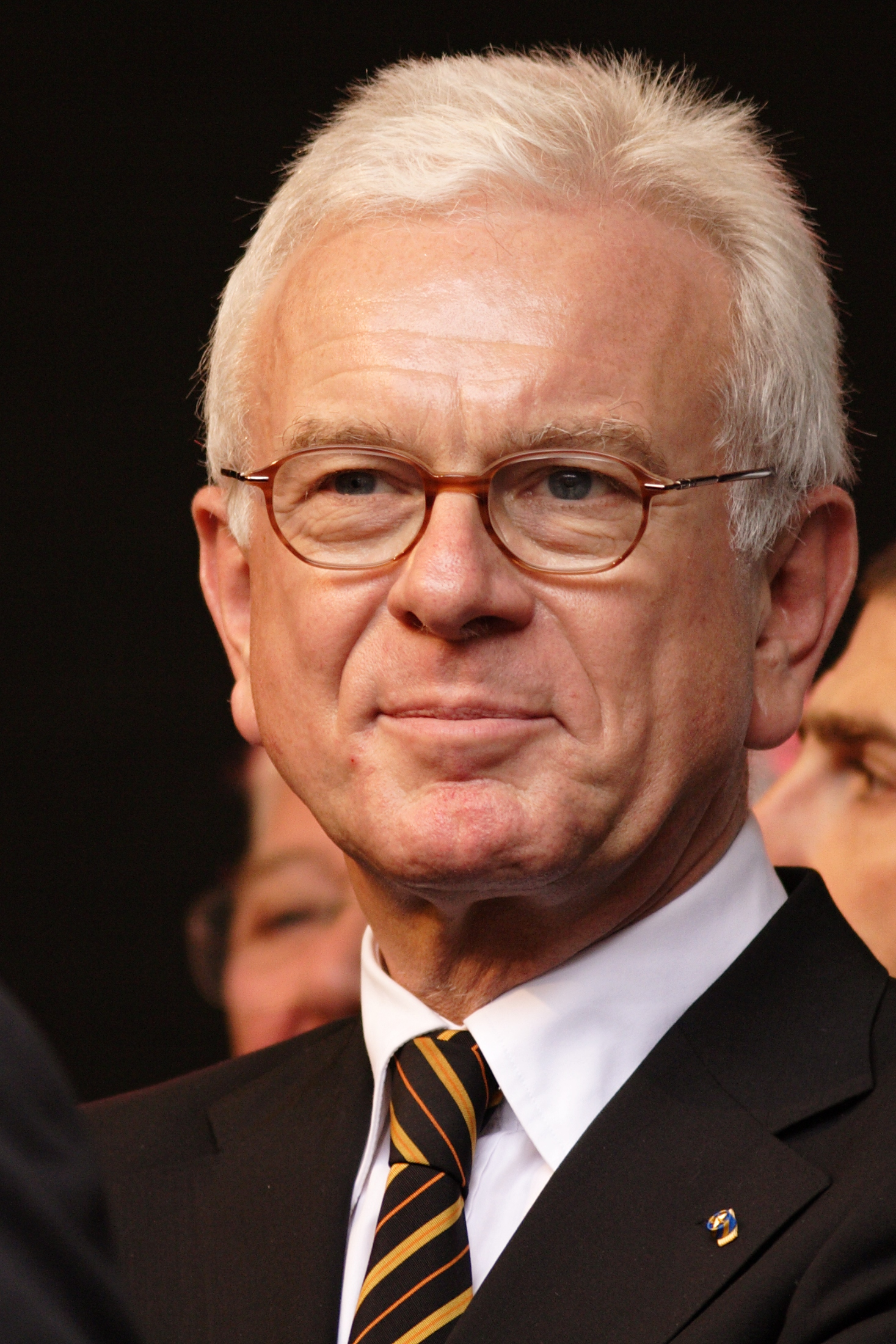
Hans-Gert Pöttering – przewodniczący EPP-ED, największej grupy poselskiej w PE V kadencji

- ELDR: Pat Cox (do 14 stycznia 2002)[3], Graham Watson (od 15 stycznia 2002)[18]
- EUL/NGL: Francis Wurtz[19]
- G-EFA: Paul Lannoye (jeden z dwóch przewodniczących do 7 stycznia 2002)[20] i Heidi Hautala (jeden z dwóch przewodniczących do 7 stycznia 2002)[21], Daniel Cohn-Bendit (współprzewodniczący od 8 stycznia 2002)[22] i Monica Frassoni (współprzewodnicząca od 8 stycznia 2002)[23]
- UEN: Charles Pasqua[24]
- EDD: Jens-Peter Bonde (współprzewodniczący)[25], Jean Saint-Josse (współprzewodniczący do 2 lipca 2002)[26], Yves Butel (współprzewodniczący od 3 lipca 2002)[27]
- TDI: Gianfranco Dell’Alba (współprzewodniczący)[28], Francesco Speroni (współprzewodniczący)[29] i Charles de Gaulle (współprzewodniczący)[30]

## Rozkład mandatów według państw i grup (na koniec kadencji)
| Grupa poselska Państwo członkowskie | EPP-ED | PES | ELDR | EUL | G-EFA | UEN | EDD | NI | Razem    |
| Austria                             | 7      | 6   |      |     | 2     |     |     | 6  | 21       |
| Belgia                              | 5      | 6   | 4    |     | 6     |     |     | 3  | 24(25)   |
| Dania                               | 1      | 2   | 6    | 3   |       | 1   | 3   |    | 16       |
| Finlandia                           | 5      | 3   | 5    | 1   | 2     |     |     |    | 16       |
| Francja                             | 21     | 18  | 1    | 15  | 9     | 4   | 8   | 10 | 86(87)   |
| Grecja                              | 9      | 9   |      | 7   |       |     |     |    | 25       |
| Hiszpania                           | 28     | 24  | 2    | 4   | 5     |     |     | 1  | 64       |
| Holandia                            | 9      | 6   | 8    | 1   | 4     |     | 3   |    | 31       |
| Irlandia                            | 5      | 1   | 1    |     | 2     | 6   |     |    | 15       |
| Luksemburg                          | 2      | 2   | 1    |     | 1     |     |     |    | 6        |
| Niemcy                              | 53     | 35  |      | 7   | 4     |     |     |    | 99       |
| Portugalia                          | 9      | 12  |      | 2   |       | 2   |     |    | 25       |
| Szwecja                             | 7      | 6   | 4    | 3   | 2     |     |     |    | 22       |
| Wielka Brytania                     | 37     | 29  | 11   |     | 6     |     | 3   | 1  | 87       |
| Włochy                              | 34     | 16  | 8    | 6   | 2     | 10  |     | 11 | 87       |
| Unia Europejska                     | 232    | 175 | 51   | 49  | 45    | 23  | 17  | 32 | 624(626) |

Źródła: